# 朱見湁
南康庄惠王朱見湁（1479年—1545年），明朝宗室，淮康王朱祁銓嫡三子，母繼妃崔氏，明仁宗之曾孫。明朝第一代南康王。

## 生平
成化十八年（1482年）正月，明宪宗為其賜名見湁，弘治二年（1489年），明孝宗派遣武安侯鄭英等人為正使，尚寶司司丞楊泰等人為副使，持節前往江西冊封朱見湁為南康王。弘治十一年（1498年）十二月，明朝廷冊封百戶高永的次女為南康王妃。
嘉靖二十四年（1545年），朱見湁逝世，时年六十七岁。朝廷追赠谥号庄惠，安葬於鄱阳县青山渡。庶长子镇国将军朱祐柌先卒，七年后长孙朱厚㷫袭封南康王。

## 子嗣
- 庶長子：鎮國將軍朱祐柌，隆慶元年（1567年）十一月追贈為南康榮僖王，夫人胡氏、繼夫人楊氏
  - 嫡長子：南康安懿王朱厚㷫[8]
  - 第二子：輔國將軍朱厚煚[8]
    - 第一子：奉國將軍朱載㢾
      - 嫡長子：朱翊錂，萬曆三十一年（1603年）八月賜名[9]

    - 第二子：奉國將軍朱載䗎
    - 第三子：奉國將軍朱載偓

  - 第三子：輔國將軍朱厚𤑿[8]
    - 第一子：奉國將軍朱載𧼤